# 薛格
薛格（1460年—？），字平甫，直隸常州府江陰縣人，民籍，明朝政治人物。

## 生平
成化十六年（1480年）庚子科應天府鄉試第三十一名舉人。弘治六年（1493年）中式癸丑科會試第一百四名，三甲第一百一十七名進士。六月考选翰林院庶吉士，十一年正月升检讨，十四年八月乞歸養疾。

## 家族
曾祖薛源；祖父薛藝；父薛墀，前母徐氏；前母繆氏；顧氏。具庆下。兄薛會（清流主簿）、薛懋、薛暕、薛栻。弟薛樞、薛昂、薛機。

## 軼事
《萬曆野獲編》載，薛格任庶吉士時，閣試《中秋不見月》詩，考第一，中有一聯：「關山有恨空聞笛，鳥鵲無聲倦倚樓。」時人爭相傳誦。